# Campbell County (Wyoming)
Das Campbell County ist ein County im Bundesstaat Wyoming, dessen Name sich von John A. Campbell, dem Ersten Gouverneur von Wyoming, ableitet. Bei der Volkszählung 2020 lebten im Campbell County 47.026 Einwohner. Der Verwaltungssitz (County Seat) ist Gillette.

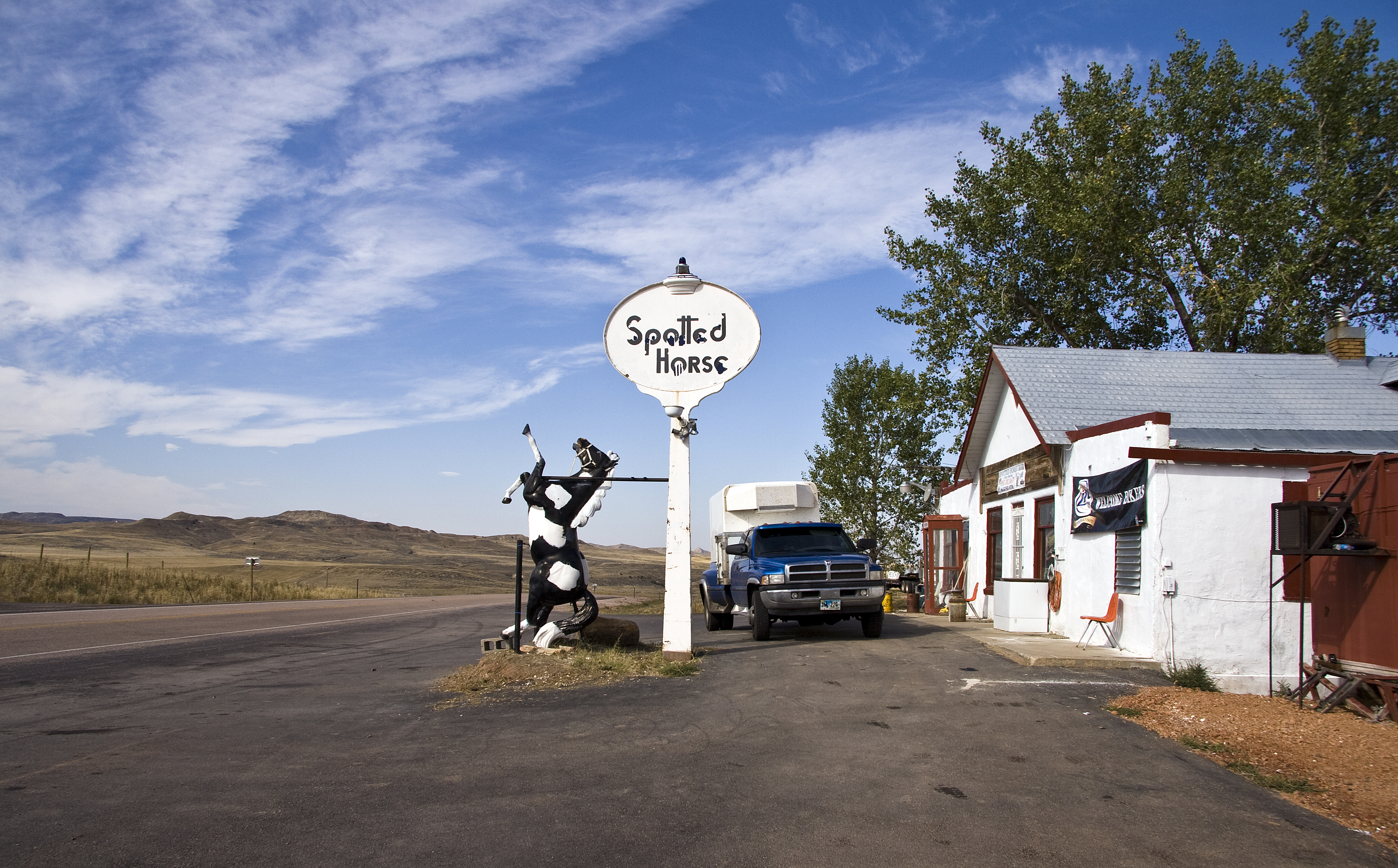
Spotted Horse

## Geographie
Das County hat eine Fläche von 12.436 Quadratkilometern; davon sind 12 Quadratkilometer (0,10 Prozent) Wasserflächen. Das County grenzt im Uhrzeigersinn an die Countys: Powder River County (Montana), Weston County, Crook County, Converse County,  Sheridan County und Johnson County.

## Geschichte
Campbell County diente bereits vor 10.000 Jahren den US-amerikanischen Ureinwohnern zum Jagen von Büffeln und Antilopen. Doch erst Ende des 19. Jahrhunderts ließen sich Farmer nieder und begannen mit der Schafzucht. 1911 wurde Campbell County gegründet. Benannt ist es nach John Allen Campbell, dem ersten Gouverneur des Wyoming-Territoriums.

## Wirtschaft
Heute kommen 30 Prozent der in den Vereinigten Staaten produzierten Kohle aus dem Campbell County.

## Demografische Daten
Nach der Volkszählung im Jahr 2000 lebten im Campbell County 33.698 Menschen. Es gab 12.207 Haushalte und 9008 Familien. Die Bevölkerungsdichte betrug 3 Einwohner pro Quadratkilometer. Ethnisch betrachtet setzte sich die Bevölkerung zusammen aus 96,06 % Weißen, 0,15 % Afroamerikanern, 0,93 % amerikanischen Ureinwohnern, 0,32 % Asiaten, 0,09 % Bewohnern aus dem pazifischen Inselraum und 1,12 % aus anderen ethnischen Gruppen; 1,34 % stammten von zwei oder mehr ethnischen Gruppen ab. 3,53 % Prozent der Bevölkerung waren spanischer oder lateinamerikanischer Abstammung.
Von den 12.207 Haushalten hatten 43,10 % Kinder und Jugendliche unter 18 Jahre, die bei ihnen lebten. 59,80 % waren verheiratete, zusammenlebende Paare, 8,80 % Prozent waren allein erziehende Mütter, 26,20 % waren keine Familien. 20,20 % waren Singlehaushalte und in 3,90 % lebten Menschen im Alter von 65 Jahren oder darüber. Die Durchschnittshaushaltsgröße betrug 2,73 und die durchschnittliche Familiengröße lag bei 3,16 Personen.
Auf das gesamte County bezogen setzte sich die Bevölkerung zusammen aus 31,00 % Einwohnern unter 18 Jahren, 9,50 % zwischen 18 und 24 Jahren, 32,30 % zwischen 25 und 44 Jahren, 21,90 % zwischen 45 und 64 Jahren und 5,30 % waren 65 Jahre alt oder darüber. Das Durchschnittsalter betrug 32 Jahre. Auf 100 weibliche Personen kamen 105,60 männliche Personen, auf 100 Frauen im Alter ab 18 Jahren kamen statistisch 104,10 Männer.
Das jährliche Durchschnittseinkommen eines Haushalts betrug 49.536 USD, das Durchschnittseinkommen der Familien betrug 53.927. USD. Männer hatten ein Durchschnittseinkommen von 41.814 USD, Frauen 21.914 USD. Das Prokopfeinkommen betrug 20.063 USD. 7,60 % der Familien und 5,60 % der Bevölkerung lebten unterhalb der Armutsgrenze. 7,70 % davon waren unter 18 Jahre und 12,40 % waren 65 Jahre oder älter.

## Orte im Campbell County
| City - Gillette | Town - Wright |

Census-designated places (CDP)
| - Antelope Valley-Crestview - Sleepy Hollow |

Unincorporated Communitys
| - Adon - Echeta - Pleasantdale - Recluse - Rockypoint - Rozet | - Teckla - Turnercrest - Savageton - Spotted Horse - Weston - Wildcat - Wyodak |